# Karlo Dragutin Drašković
Karlo II. Dragutin Drašković Trakošćanski (Bratislava, 29. prosinca 1873. – Beč, 12. siječnja 1900.), hrvatski grof i fotograf-amater, član hrvatske velikaške obitelji Drašković.

## Životopis
Sin je grofa Ivana IX. i slikarice Julije rođ Erdody. Počeo se baviti fotografijom 1892. godine. Iz razdoblja 1894. – 1899. sačuvano je na stotine njegovih fotografija nastalih u Hrvatskom zagorju i mnogobrojnim putovanjima od Mađarske do Istre, Hrvatskog primorja i Dubrovnika. Snimao je krajolike, vedute, narodne nošnje, seoska proštenja i portrete. Postigao je vrhunsku tehničku i likovnu vrsnoću fotografije, što se najbolje oslikava u snimci zaustavljenog pokreta Skok Stjepana Erdődyja iz 1895. godine. God. 1895. primljen je u članstvo bečkoga Camera Cluba.